# 非自走式基礎工事用建設機械運転者
非自走式基礎工事用建設機械運転者（ひじそうしき きそこうじようけんせつきかい うんてんしゃ）とは、基礎工事用建設機械の運転の業務に係る特別教育を修了した者。

## 概要
- 基礎工事用建設機械で動力を用い、かつ、不特定の場所に自走できるもの以外のものの運転の業務

## 受講資格
- 満18歳以上

## 特別教育
- 特別教育は各事業所（企業等）又は都道府県労働局長登録教習機関において行われる。
- 安全衛生特別教育規程（昭和47年労働省告示第92号）で規定された履修時間は12時間（以上）となっている。

### 講習科目
- 学科

1. 基礎工事用建設機械に関する知識（4時間）
2. 基礎工事用建設機械の運転に必要な一般的事項に関する知識（2時間）
3. 関係法令（1時間）

- 実技

1. 基礎工事用建設機械の運転（4時間）
2. 基礎工事用建設機械の運転のための合図（1時間）

## 運転できる基礎工事用機械
- 非自走式の基礎工事用建設機械のみ。